# Бангвеулу
Бангвеулу (англ. Lake Bangweulu) — озеро в Замбії, у верхів'ях річки Луапула (басейн Конго), на висоті 1067 метрів над рівнем моря. Площа від 4 тис. км² (у сухий сезон) до 15 тис. км² (під час літніх дощів).
Глибина до 5 метрів. Береги заболочені. Водиться понад 50 видів риб.